# Marc Maurette
Pour les articles homonymes, voir Maurette.
Marc Maurette, né le 20 mai 1916 à Paris 5e et mort le 1er juillet 2004 à Paris 14e, est un acteur, un réalisateur, un scénariste et un producteur de cinéma français.

## Biographie
Marc Maurette est le fils du géographe et sociologue français Fernand Maurette, à cette époque surveillant à l'École normale supérieure, et de Marie-Thérèse Dupuy, qui a dirigé l'École internationale de Genève.
En 1936, au moment du Front populaire, il est étudiant en droit à Paris et passionné de cinéma. Il devient stagiaire dans La vie est à nous de Jean Renoir, et se lie d’amitié avec Jacques Becker, assistant du film. Ce film est tourné à l'initiative du Parti communiste français pour la campagne électorale du Front populaire, avec des fonds recueillis à la suite des collectes effectuées au cours des meetings et avec la participation bénévole des techniciens et artistes.
Il suit alors les cours de Charles Dullin. 
En 1937, il est documentaliste et script aux côtés de Becker sur le tournage du film de Jean Renoir La Marseillaise, qui sort l'année suivante dans les salles de cinéma. 
En 1939, il fait son service militaire au Maroc, mais la Seconde Guerre mondiale, puis l'Armistice le démobilise.
De retour en France, il retrouve Jacques Becker, dont il devient l'assistant-réalisateur pour les films Dernier Atout, Goupi Mains Rouges et Falbalas, de 1942 à 1944.
En 1943, Marc Maurette rejoint le « Comité de salut public du cinéma français », fondé par les cinéastes résistants Jean-Paul Le Chanois, Jean Painlevé, Max Douy, Nicolas Hayer, René Houdet, Étienne Laroche et Jacques Lemare. Ce groupe constitue un réseau de défense du cinéma, majoritairement communiste, et qui s'organise dans la clandestinité.
En 1944, lors de la Libération de la France, le « Comité de libération du cinéma français » (CLCF), qui regroupe plusieurs groupes et syndicats de la Résistance dans le cinéma français (allant des communistes aux gaullistes), en l’absence de Jean-Paul Le Chanois, décide de nommer le 19 septembre 1944 Pierre Blanchar président, Louis Daquin secrétaire général et Marc Maurette secrétaire adjoint.
Marc Maurette devient ensuite secrétaire adjoint du syndicat des techniciens CGT.
En 1946, Marc Maurette lance l'opposition à l'accord Blum-Byrnes, qui réduit d'une façon drastique les projets cinématographiques français au profit du cinéma américain. Il organise l’engagement total du syndicat dans les « Comités de défense du cinéma » et dans le vaste mouvement d’opinion qui amène le Parlement à créer une loi d’Aide, la première au monde, sans laquelle le cinéma français aurait peut-être disparu.
Il fait partie du comité de direction de la Coopérative générale du cinéma français, qui produit notamment La Bataille du rail de René Clément et Voyage Surprise de Pierre Prévert. 
Marc Maurette devient le trésorier du Syndicat des techniciens et rédige la Convention collective des techniciens du cinéma, qui est signée le 30 avril 1950. Il est membre également du Parti communiste français.
En 1947, il réalise Dernier refuge, adaptation d’un roman de Georges Simenon. À la même époque, il travaille avec Stellio Lorenzi.
En 1981, Marc Maurette rompt avec la CGT, en s'opposant à la Fédération du spectacle et la CGT, qui entendent faire adopter par le Syndicat des techniciens (SNTPCT) dont il est membre le concept d'« audiovisuel » confondant cinéma et télévision, ce qui ouvrirait la voie à la disparition de la convention collective de la production cinématographique et son absorption dans une « convention de l'audiovisuel », la fusionnant notamment avec les accords de l'audiovisuel public qui proposent des salaires significativement inférieurs. Il participe au maintien du Syndicat national des techniciens de la production cinématographique et de télévision, tel qu'il avait été fondé en 1937, et qui, dès lors, poursuit son action en tant que syndicat professionnel non affilié,,.
Marc Maurette meurt le 1er juillet 2004.

## Filmographie

### Assistant réalisateur
- 1936 : La Vie est à nous de Jean Renoir
- 1938 : La Marseillaise de Jean Renoir
- 1942 : Dernier Atout de Jacques Becker
- 1943 : Goupi Mains Rouges de Jacques Becker
- 1943 : Le Colonel Chabert de René Le Hénaff
- 1945 : Falbalas de Jacques Becker
- 1949 : Alice au pays des merveilles (Alice in Wonderland) de Dallas Bower et Louis Buner (film d'animation
- 1950 : La Belle que voilà de Jean-Paul Le Chanois
- 1951 : La Taverne de la Nouvelle-Orléans de William Marshall
- 1952 : Le Carrosse d'or de Jean Renoir
- 1953 : Madame de... de Max Ophüls
- 1954 : Touchez pas au grisbi de Jacques Becker
- 1954 : Ali Baba et les quarante voleurs de Jacques Becker
- 1956 : Don Juan de John Berry
- 1958 : Tamango de John Berry
- 1958 : Chéri, fais-moi peur de Jack Pinoteau
- 1958 : Les Femmes des autres de Claude Barma
- 1959 : Faibles femmes de Michel Boisrond
- 1961 : Le Caporal épinglé de Jean Renoir
- 1962 : Le Procès d'Orson Welles
- 1963 : Le train de Berlin est arrêté téléfilm de Rolf Hädrich
- 1963 : Charade de Stanley Donen
- 1963 : La Tulipe noire de Christian-Jaque
- 1966 : Mademoiselle de Tony Richardson
- 1969 : Un château en enfer de Sydney Pollack
- 1971 : Les Mariés de l'an II de Jean-Paul Rappeneau

### Directeur de production
- 1964 : La Chasse à l'homme d'Édouard Molinaro
- 1967 : Le Marin de Gibraltar de Tony Richardson
- 1968 : Une histoire immortelle d'Orson Welles
- 1969 : L'Escalier de Stanley Donen
- 1970 : La Dame dans l'auto avec des lunettes et un fusil d'Anatole Litvak
- 1972 : Barbe bleue de Edward Dmytryk
- 1976 : Le Locataire de Roman Polanski
- 1976 : Noroît de Jacques Rivette
- 1978 : Ne pleure pas de Jacques Ertaud
- 1981 : La Peau de Liliana Cavani
- 1984 : Un amour de Swann de Volker Schlöndorff
- 1985 : Flagrant Désir de Claude Faraldo
- 1988 : Le Grand bleu de Luc Besson
- 1993 : Louis, enfant roi de Roger Planchon

### Scénariste
- 1947 : Dernier refuge de Marc Maurette
- 1951 : L'Étrange Madame X de Jean Grémillon
- 1954 : Ali Baba et les quarante voleurs de Jacques Becker
- 1964 : La Nuit de feu de Georges Folgoas TV
- 1967 : L'Affaire Lourdes de Marcel Bluwal TV
- 1970 : Thérèse d'Avila de Jeannette Hubert TV

### Réalisateur
- 1947 : Dernier refuge
- 1953 : Horizons 1952-1953 coréalisé avec Robert Ménégoz
- 1957 : La Citadelle anéantie ou Citadela sfarîmata coréalisé avec Haralambie Boros
- 1961 : Le procès de Sainte-Thérèse de l'enfant Jésus coréalisé avec Guy Lessertisseur
- 1964 : Reflets (documentaire à propos de Paul Éluard) avec Jean Ferrat

### Producteur
- 1949 : Alice au pays des merveilles de Dallas Bower
- 1977 : Le Diable probablement de Robert Bresson

### Acteur
- 1958 : En votre âme et conscience :  Le Troisième Accusé ou l'Affaire Gayet de Claude Barma
- 1974 : Une légende une vie: Citizen Welles, documentaire de Maurice Frydland (Marc Maurette dans son propre rôle)
- 1991 : Les Amants du Pont-Neuf de Leos Carax (Marc Maurette dans le rôle du juge)
- 1993 : Jean Renoir: Première partie - De La Belle Époque à la Seconde Guerre mondiale, documentaire de David Thompson (Marc Maurette dans son propre rôle)

### Conseiller technique
- 1955 : Le Rendez-vous des quais de Paul Carpita
- 1951 : La Taverne de la Nouvelle-Orléans (Adventures of Captain Fabian), de William Marshall

## À noter
- Marc Maurette et Marcelle Maurette ont travaillé ensemble sur le scénario du film L'Étrange Madame X de Jean Grémillon en 1951.
- Certaines sources confondent parfois Marc Maurette et Marcelle Maurette en tant que scénariste. Cette confusion est entretenue quand le patronyme n'indique que « M. Maurette »
- Enfin si d'autres sources confirment bien Genève comme lieu de naissance, quelques-unes indiquent comme dates de naissance et de décès (1880-1957), dates qui ne couvriraient qu'une partie de la filmographie de Marc Maurette.